# العلاقات الإماراتية الفنزويلية
العلاقات الإماراتية الفنزويلية هي العلاقات الثنائية التي تجمع بين الإمارات العربية المتحدة وفنزويلا.

## مقارنة بين البلدين
هذه مقارنة عامة ومرجعية للدولتين:
| وجه المقارنة                                              | الإمارات العربية المتحدة | فنزويلا                                  |
| --------------------------------------------------------- | ------------------------ | ---------------------------------------- |
| المساحة (كم2)                                             | 83.60 ألف                | 916.45 ألف                               |
| عدد السكان (نسمة)                                         | 9.40 مليون               | 28.87 مليون                              |
| الكثافة السكانية (ن./كم²)                                 | 112.44                   | 31.5                                     |
| العاصمة                                                   | أبو ظبي                  | كاراكاس                                  |
| اللغة الرسمية                                             | اللغة العربية            | اللغة الإسبانية، لغة الإشارة الفنزويلية ‏ |
| العملة                                                    | درهم إماراتي             | بوليفار فنزويلي                          |
| الناتج المحلي الإجمالي (بليون دولار)                      | 382.58 مليار             | 482.36 مليار                             |
| الناتج المحلي الإجمالي (تعادل القوة الشرائية) بليون دولار | 640.72 مليار             |                                          |
| الناتج المحلي الإجمالي الاسمي للفرد دولار أمريكي          | 40.44 ألف                |                                          |
| الناتج المحلي الإجمالي للفرد دولار أمريكي                 | 67.67 ألف                |                                          |
| مؤشر التنمية البشرية                                      | 0.835                    | 0.762                                    |
| رمز المكالمات الدولي                                      | +971                     | +58                                      |
| رمز الإنترنت                                              | .ae، .امارات             | .ve                                      |
| المنطقة الزمنية                                           | ت ع م+04:00              | 00                                       |

## مدن متوأمة
في ما يلي قائمة باتفاقيات التوأمة بين مدن إماراتية وفنزويلية:
- ترتبط دبي مع كاراكاس باتفاقية توأمة منذ 2005.[15][15][15][15]

## منظمات دولية مشتركة
يشترك البلدان في عضوية مجموعة من المنظمات الدولية، منها:
| علم المنظمة | اسم المنظمة                        | تاريخ انضمام الإمارات العربية المتحدة | تاريخ انضمام فنزويلا |
| ----------- | ---------------------------------- | ------------------------------------- | -------------------- |
|             | يونسكو                             | 20 أبريل 1972                         | 25 نوفمبر 1946       |
|             | وكالة ضمان الاستثمار متعدد الأطراف | 20 أكتوبر 1993                        | 9 مايو 1994          |
|             | الأمم المتحدة                      | 9 ديسمبر 1971                         | 15 نوفمبر 1945       |
|             | الاتحاد البريدي العالمي            | ?                                     | ?                    |
|             | البنك الدولي للإنشاء والتعمير      | 22 سبتمبر 1972                        | 30 ديسمبر 1946       |
|             | المنظمة الهيدروغرافية الدولية      | ?                                     | ?                    |
|             | الاتحاد الدولي للاتصالات           | 27 يونيو 1972                         | 13 أغسطس 1920        |
|             | منظمة حظر الأسلحة الكيميائية       | ?                                     | ?                    |
|             | مؤسسة التمويل الدولية              | 30 سبتمبر 1977                        | 28 ديسمبر 1956       |
|             | منظمة التجارة العالمية             | ?                                     | ?                    |
|             | منظمة الشرطة الجنائية الدولية      | ?                                     | ?                    |

## وصلات خارجية
- موقع وزارة الخارجية الإماراتية
- موقع وزارة الخارجية الفنزويلية